# Dinotrema pusillum
Dinotrema pusillum är en stekelart som först beskrevs av Christian Gottfried Daniel Nees von Esenbeck 1812.  Dinotrema pusillum ingår i släktet Dinotrema och familjen bracksteklar. Inga underarter finns listade i Catalogue of Life.